# 國民電腦
國民電腦，為中華民國教育部於2007年起至2014年止，配合中華民國行政院所推動經濟弱勢之國小學童提升科技應用政策。低收入戶小學生家戶可向學校提出申請，經縣市教育局初審、教育部複審通過後，贈送電腦1臺，且補助3年免費上網。管考期3年之後，電腦設備歸受贈家戶所有。3年內，學童應定期使用自由軟體繳交讀書心得或學習內容等作業。2007年起，逐年補助7211臺、3490臺、1000臺、1000臺、500臺，共累積13201臺。